# Голмдельська рупорна антена
Голмдельська рупорна антена (Holmdel Horn Antenna) — велика мікрохвильова рупорна антена Лабораторій Белла, визнана національною історичною пам'яткою США за її роль у відкритті реліктового випромінювання Арно Пензіасом і Робертом Вільсоном. Розташована в містечку Голмдел у штаті Нью-Джерсі.
У 1965 році, використовуючи цю антену, Пензіас і Вілсон виявили реліктове випромінювання, яке пронизує Всесвіт. Це було одне з найважливіших відкриттів у фізичній космології відтоді, як Едвін Габбл у 1920-х роках довів розширення Всесвіту. Спостереження реліктового випромінювання підтвердило теорію Великого вибуху Георгія Гамова та Жоржа Леметра. Це допомогло перетворити фізичну космологію з суто теоретичної науки на науку, яка міцно спирається на спостережні дані. У 1978 році Пензіас і Вільсон отримали за своє відкриття Нобелівську премію з фізики.

## Опис

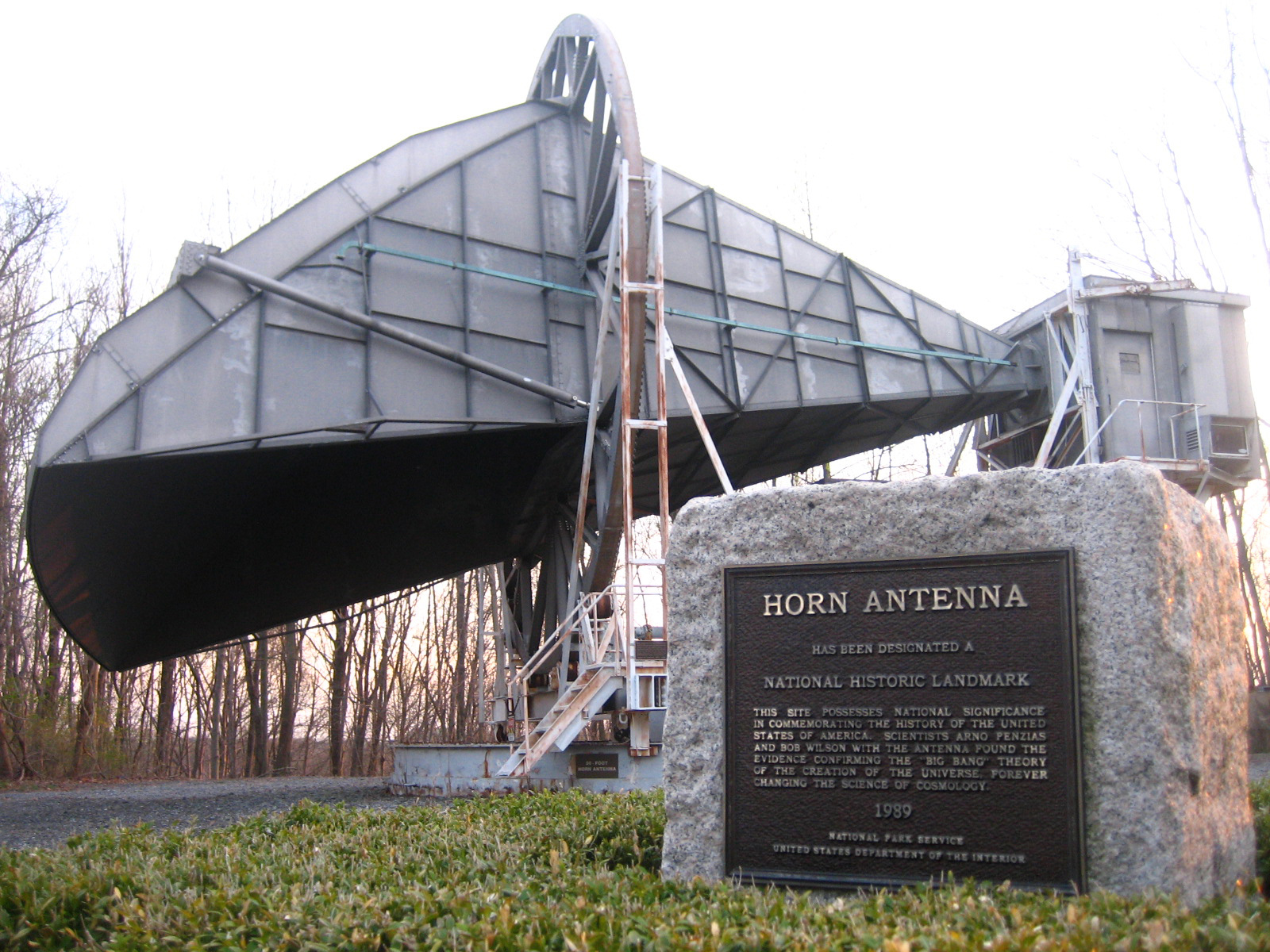
Рупорна антена Лабораторій Белла, квітень 2007

Рупорна антена в Лабораторій Белла у Голмделі, штат Нью-Джерсі, була побудована на пагорбі Кроуфорд-Гілл у 1959 році для підтримки проєкту Ехо, пасивних супутників зв'язку НАСА, які використовували великі пластикові кулі з алюмінієвим покриттям як відбивачі для передачі радіосигналів з однієї точки Землі в іншу.
Антена має довжину 15 м і ефективну апертуру 6 на 6 м, вона виготовлена з алюмінію. Підйомне колесо для зміни висоти антени над горизонтом, яке оточує середню частину рупора, становить має діаметр 9 м і витримує вагу конструкції за допомогою роликів, встановлених на рамі основи. Усі осьові навантаження приймає велика кулькова вальниця у вузькому верхньому кінці рупора. Рупор продовжується за цю вальницю, заходячи всередину технічної кабіни. Здатність розташування приймального обладнання безпосередньо на вершині рупора усуває шум від з'єднувальної лінії і є важливою особливістю антени. В кабіні розташований радіометр для вимірювання інтенсивності енергії випромінювання.
Трикутна основа антени виготовлена з конструкційної сталі. Вона обертається на колесах навколо центрального кріплення на поворотній платформі діаметром 9 м. Доріжка складається зі сталевих пластин, підігнаних для отримання плоскої доріжки з точністю приблизно до 0,4 мм. Поверхні коліс мають конусоподібну форму для мінімізації контактного тертя. Дотичної сили в 400 Н достатньо, щоб повернути антену на поворотній платформі. Промінь антени можна направити в будь-яку частину неба, повертаючи основу для зміни азимута, а підйомне колесо для зміни кута піднесення над горизонтом.
За винятком сталевої базової рами, яку виготовила місцева металургійна компанія, решта антени була виготовлена та зібрана в цехах Голмдельської лабораторії під керівництвом Г. В. Андерсона, який також брав участь у проєктуванні. Допомогу в проєктуванні також надали пани Р. О'Ріган і С. А. Дарбі. Будівництво антени було завершено під керівництвом Артура Кроуфорда.
Коли не антена не використовувалась, азимутальний привід поворотної платформи вимикається, дозволяючи конструкції вільно повертатись під дією вітру, як флюгер. Антена була розроблена, щоб витримувати вітер швидкістю до 160 км/год. Уся конструкція важить 16 тонн.
Пластикове приміщення 3 на 6 метрів з двома вікнами, подвійними дверима та дахом з листового металу розташоване на землі поруч з антеною. Ця споруда вміщує обладнання та елементи керування для антени та також вважається частиною національної історичної пам'ятки.

## Технічні деталі
Така антена називається рупорною рефлекторною антеною. Вона була винайдена Альфредом Беком і Гаральдом Фрійсом у 1941 році, а побудована Девідом Гоггом. Вона складається з розширеного металевого рупора з вигнутою відбивною поверхнею, встановленої на виході з рупора під кутом 45° його до довгої осі. Рефлектор є сегментом параболи, тому антена є параболічною антеною, яка відбиває під кутом до своєї осі. Рупор Гогга поєднує в собі кілька характеристик, корисних для радіоастрономії. Він надзвичайно широкосмуговий, має обчислювану ефективну площу антени, а стінки рупора захищають його від випромінювання, що надходить з напрямків поза віссю головного променя. Тому задня і бічна пелюстки настільки слабкі, що теплова енергія майже не надходить від землі. Отже, це ідеальний радіотелескоп для точного вимірювання низьких рівнів слабкого фонового випромінювання. Антена має посилення близько 43,3 децибела та ширину променя приблизно 1,5° на частоті 2,39 ГГц і ефективність апертури 76 %.

## Захист

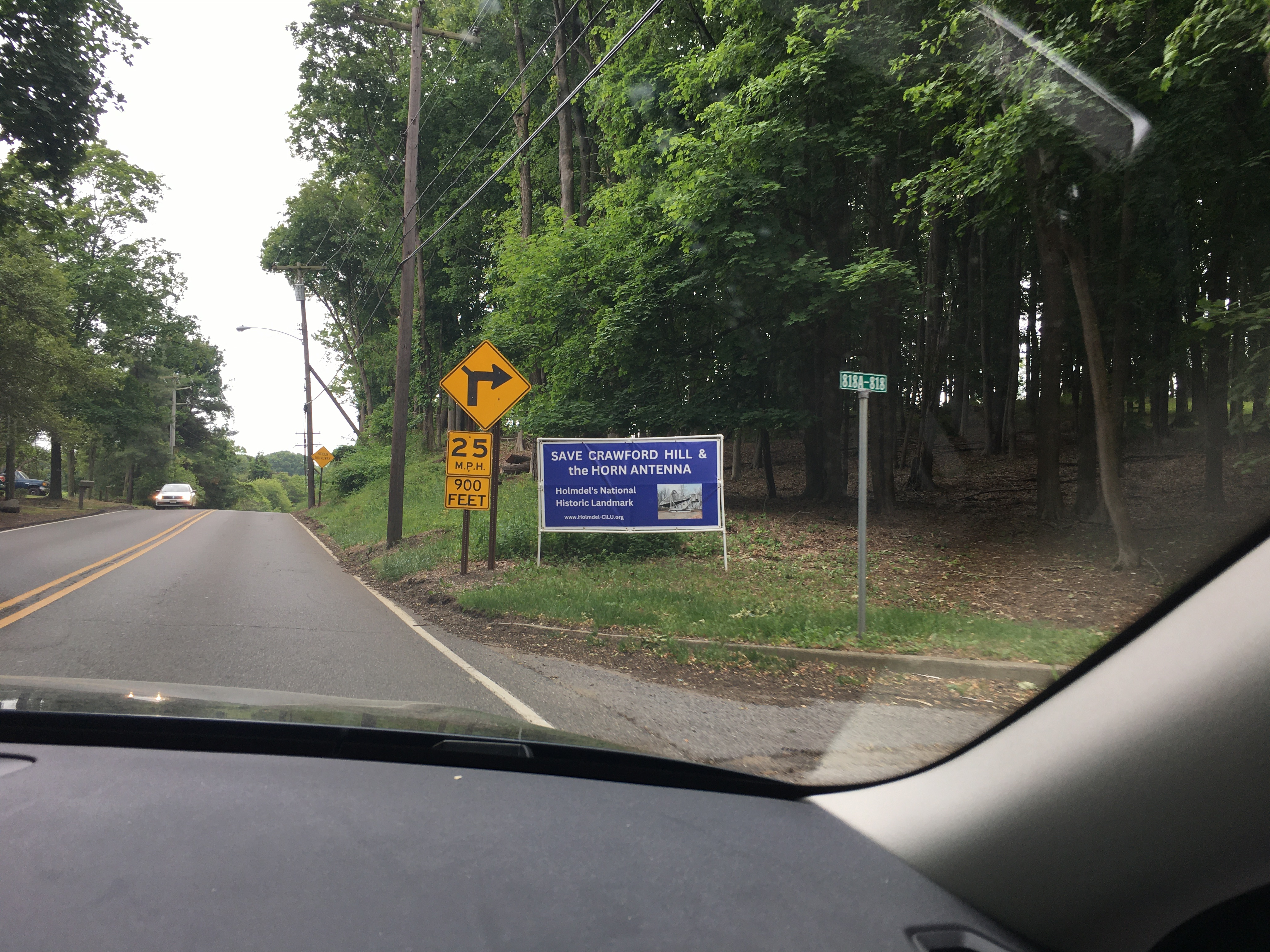
Знак на Голмдельській дорозі із закликом врятувати рупорну антену та навколишню територію

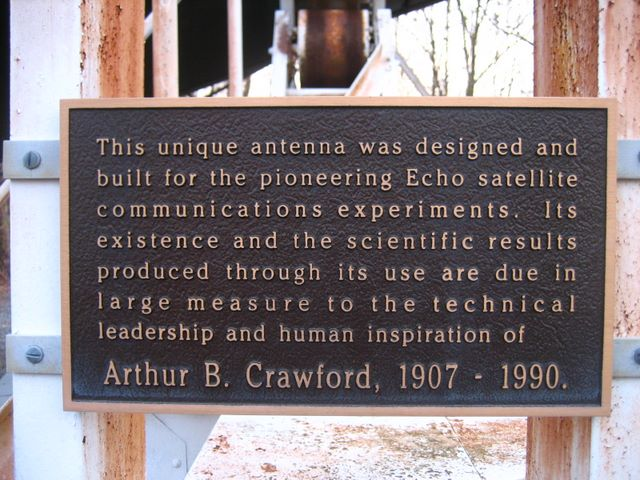
Меморіальна дошка на вшанування роботи Артура Кроуфорда

У 2021 році ділянку Кроуфорд-Гілл було продано забудовнику, який хотів створити тут житловий комплекс. Це викликало петицію «Врятуйте Голмдельську рупорну антену» з проханням зберегти цю ділянку як парк.
Станом на жовтень 2023 року, планується зберегти цю ділянку. Після того, як громадськість підтримала збереження рупорної антени, зокрема зібравши понад 8000 підписів під петицією, розповсюдженою громадськими групами, комітет міста Голмдел погодився заплатити 5,5 мільйонів доларів за 14 га землі, включаючи ту, на якій розташована антена. Місто планує перетворити землю на громадський парк.